# Ágoston József (zalai első alügyész)
Szentpéterúri Ágoston József (Alsónemesapáti, 1799. március 15. – Zalaegerszeg, 1869. április 19.), Zala vármegye első alügyésze, táblabíró, földbirtokos, ügyvéd, zalalövői alszolgabíró.

## Élete
A régi Zala megyei nemesi származású szentpéterúri Ágoston család sarja. Apja szentpéterúri Ágoston György, anyja Farkas Anna. Az apai nagyszülei szentpéterúri Ágoston József és mileji Salamon Erzsébet voltak. Ágoston József a győri királyi jogakadémián végezte a jogi tanulmányait; ezt követően ügyvédként tevékenykedett. 1828. június 8. és 1831. június 20. között Zala vármegye másodalügyészeként dolgozott; 1831. június 20-tól 1834. szeptember 22-ig pedig a vármegye első alügyésze volt. 1832-ben házasodott össze a néhai domjánszeghi Dómján József volt alispán lányával, és ezúton került Zalalövőre. 1836. és 1839 táján Ágoston József a Veszprémi püspökség uradalmi ügyésze volt és Sümegen laktak. A felesége örökölte birtokok révén a meggyőződéses ellenzéki Zalapataka egyik legvagyonosabb földes ura, valamint Zala megye egyik legtekintélyesebb táblabírája lett.
Ezt követően tíz éven át táblabíróként vett részt az igazságszolgáltatás munkájában: 1844. június 10-től 1849. október 31-ig a zalalövői járás alszolgabírája volt, először 1848-ig Gyika Jenő, majd nemes Babos József főszolgabíró mellett. 1845 márciusában csatlakozott a Deák Ferenc által vezetett nemesi adómentességet az országban legnagyobb számban megtörő, és önkéntes adót fizető liberális zalai nemesekhez.
A szabadságharc alatt aktív szerepet játszott. A lövői nemzetőrség tagja volt. Ágoston szerint Zalapatakára nagyobb számban vetették ki az újoncokat, mint népességének száma indokolta volna, míg más településekre aránytalanul kevés újonc jutott. 1848/49-ben Zalalövőt és környékét elkerülték ugyan a harcok, de - mivel e települések fontos hadiút mentén feküdtek - itt is egymást érték a különböző, átvonuló és beszállásoló katonai alakulatok. A lövőiek már 1848 márciusában érzékelhették az itáliai forradalmak hatását. A megnövekedett katonai forgalom miatt Ágoston Zala megye közgyűléséhez fordult segítségért: „az olaszországi mozgalmak miatt Zalalövőn folytonosan általkelő katonaságnak fuvarozására a zalalövői s közelében lévő falukbeli lovas adózók elegendők s képesek nem lévén, ezen rendkívüli időszakban a nemes vármegye Zalalövőre folytonosan állomásozó pár lovakat rendelni méltóztasson". Május elején 200 mázsányi fegyverszállítmányt tartóztattak fel Zalalövőn, azután mégis továbbengedték, mert kiderült, hogy a puskák használhatatlanok.
A szabadságharc leverése után visszavonult. 1862. január 30-tól 1865 novemberéig Zala vármegye másodalügyésze volt.

## Házasságai és gyermekei
Ágoston József 1823. augusztus 3-án Veszprémben, vette el az első feleségét, Varga Rozália (1800 – Felsőnemesapáti, 1830. november 4.) kisasszonyt, akitől több gyermeke született:
- Ágoston Apollónia Anna (Veszprém, 1824. június 23. – ?)
- Ágoston Mihály Márton (Veszprém, 1825. szeptember 26. – ?)
- Ágoston Mária Katalin (Veszprém, 1827. június 21. – Veszprém, 1828. április 14.)
- Ágoston József Lajos (Veszprém, 1829. február 13. – ?)
- Ágoston Rozália (Felsőnemesapáti, 1830. november 3. – Felsőnemesapáti, 1830. november 3.).

Első felesége halála után, 1832. november 13-án Zalalövőn domjánszeghi Dómján József (1765–1831) zalai alispán és tubolyszeghi Tuboly Borbála (1780–1832) asszony leányát, domjánszeghi Domján Rozália Borbála (Zalalövő, 1805. november 1. – Zalalövő, 1855. május 13.) kisasszonyt vette feleségül. Domján Rozália nagyszülei tubolyszeghi Tuboly László (1756–1828) költő, szabadkőműves, főszolgabíró, nyelvújító, és a boldogfai Farkas család sarja, boldogfai Farkas Erzsébet Dorottya (1761–1801) voltak, akik a boldogfai Farkas család felmenőitől jelentős birtokállományt örököltek Zalalövőn. Ágoston József és Domján Rozália házasságából született:
- Ágoston Franciska Otília (Nemesapáti, 1834. február 27. – Körmend, 1861. november 19.).[10][11] Férje: Szuronyi (született: Gabler) Ferenc Fülöp (Körmend, 1824. február 28. – Körmend, 1866. január 27.), Körmend város jegyzője, 1848-as honvéd főhadnagy.[12][13]
- Ágoston György István (Zalalövő, 1835. december 26. – Zalalövő, 1883. március 18.). Nőtlen.
- Ágoston Lajos (Sümeg, 1836. december 31. – ?)
- Ágoston Eleonóra (Sümeg, 1838. november 28. –Sümeg, 1839. október 21.)
- Ágoston Mária (Zalalövő, 1842. február 20. – Zalalövő, 1842. május 20.)
- Ágoston Elek (Zalalövő, 1848. július 15.–Budapest, 1901. november 24.), budapesti külső Váci úti hajléktalan menházi felügyelő. 1.f.: Karkovszky Alojzia (Pest, 1851. március 25.–1896).[14][15][16] 2.f.: Vámosi Erzsébet (Tác, 1865. október 17.– ?) szakácsnő.[17]
- Ágoston Mária (Zalalövő, 1851. május 8. – Zalalövő, 1853. január 31.)